# Siedlung Grafenbusch

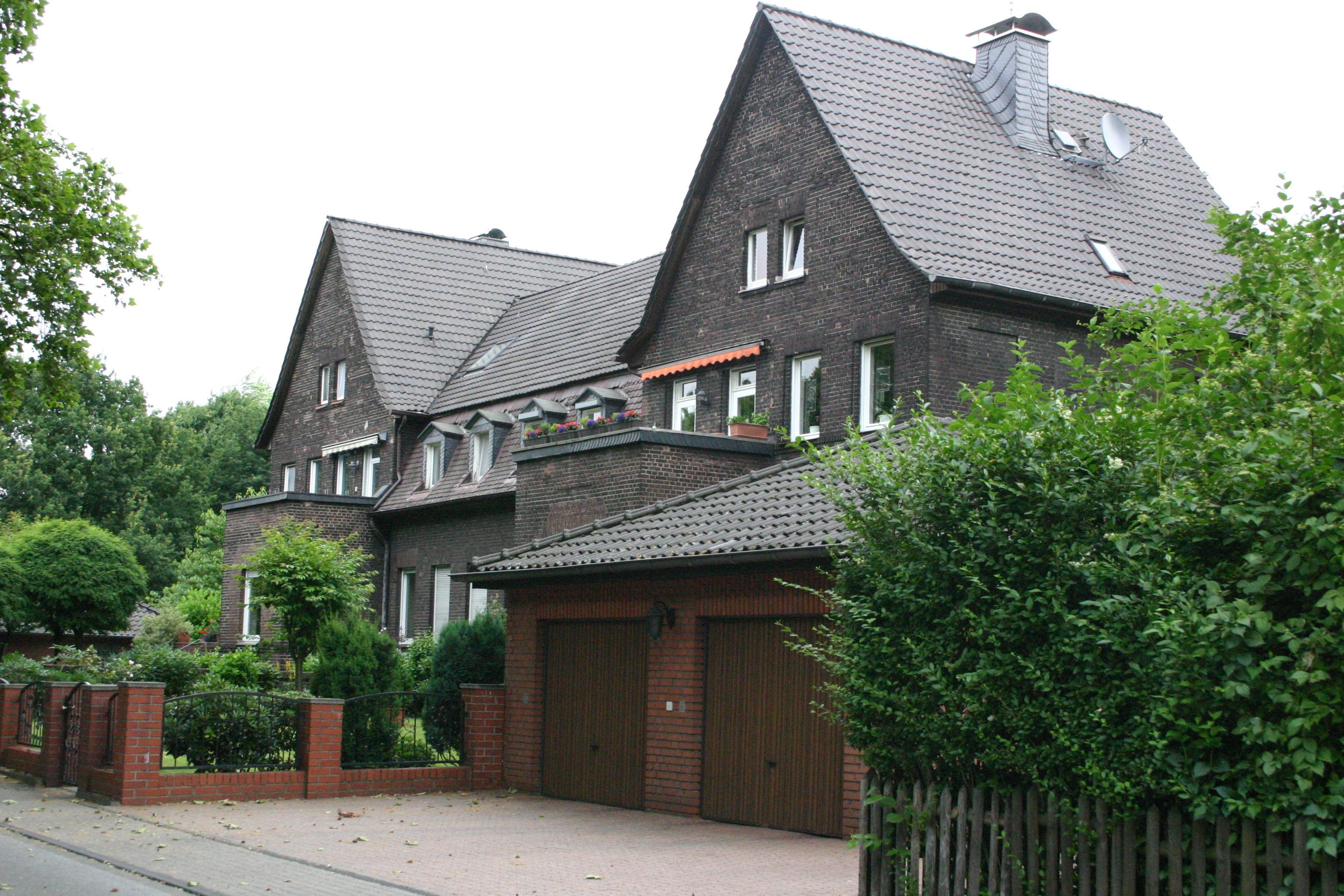
Doppelhaus in der Siedlung Grafenbusch (2008)

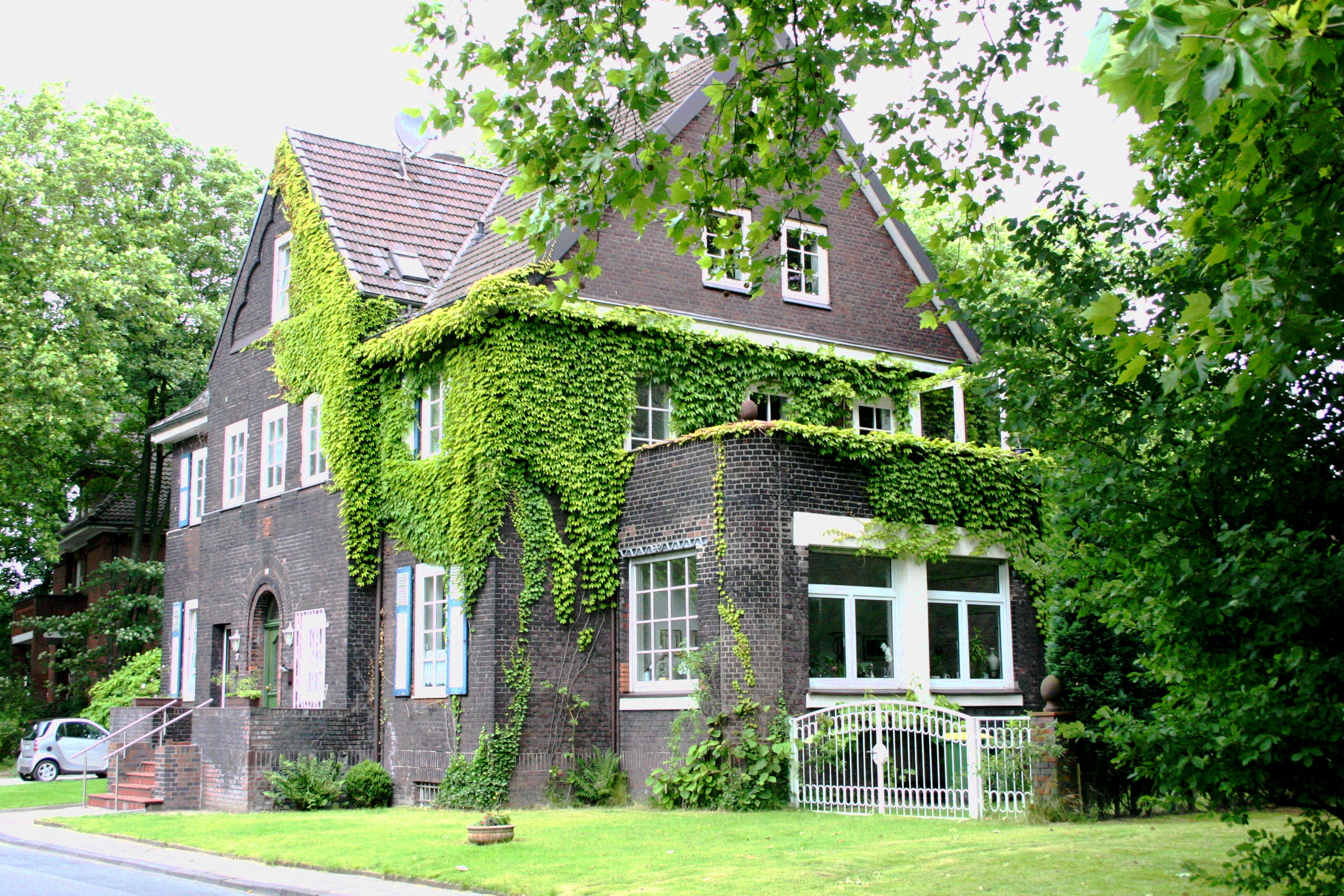
Freistehendes Haus in der Siedlung Grafenbusch (2008)

Die Siedlung Grafenbusch in Oberhausen wurde zwischen 1910 und 1923 nach Plänen des Architekten Bruno Möhring für leitende Angestellte der Gutehoffnungshütte (GHH) erbaut.
Die Errichtung dieser Siedlung gehört zu den Rationalisierungsmaßnahmen der GHH in den ersten Jahrzehnten des 20. Jahrhunderts unter Leitung ihres Vorstandsvorsitzenden Paul Reusch, der den Konzern von 1909 bis 1942 führte. Ziel der Maßnahme war es in diesem Fall, die leitenden Angestellten und wichtige Ingenieure in unmittelbarer Nähe der Hauptbetriebsstätten anzusiedeln, so dass diese im Bedarfsfall schnell vor Ort präsent sein konnten. Im September 1909 genehmigte der Aufsichtsrat der GHH die Anlage einer „Beamten-Kolonie“ (wobei der Begriff Beamter seinerzeit im Sinn von Leitender Angestellter verstanden wurde). Die Planung wurde 1910 dem Berliner Architekten Bruno Möhring übertragen.
In vier Bauabschnitten – teilweise verzögert durch den Ersten Weltkrieg – entstanden insgesamt 21 Häuser mit 35 Wohnungen. Die Wohnflächen variierten – offenbar nach dem Rang der vorgesehenen Bewohner – zwischen rund 300 m² in freistehenden Häusern und etwa 150 m² in Mehrfamilienhäusern. Auch die kleineren Wohnungen boten somit wesentlich mehr Raum als solche in durchschnittlichen Arbeitersiedlungen. Teilweise waren eigene Eingänge und Unterkünfte für Dienstboten und sonstige Hausangestellte vorgesehen.
Der Status der Bewohner wurde durch die Architektur der Häuser allerdings eher indirekt repräsentiert, kam stärker in der bevorzugten – weitgehend isolierten – Wohnlage, dem individuellen Entwurf der einzelnen Häuser und dem teilweisen Parkcharakter der Anlage zum Ausdruck. Die Siedlung war vom eigentlichen Werksgelände durch mehrere Bahndämme getrennt, von der Sterkrader Straße (heute: Konrad-Adenauer-Allee) durch einen breiten Grünstreifen abgerückt. Der Parkcharakter der Siedlung wurde noch durch den Umstand verstärkt, dass sie gegenüber von Schloss Oberhausen und dem zugehörigen Kaisergarten errichtet wurde. Es soll beabsichtigt gewesen sein, an exponierter Stelle, direkt dem Schloss gegenüber, die Villa des Generaldirektors zu bauen; dieser Plan kam jedoch nicht zur Ausführung.
Nach dem Zweiten Weltkrieg und der Zerschlagung des GHH-Konzerns wurden die Einzelhäuser jeweils in zwei Wohnungen unterteilt. Die spätere Eigentümerin (Thyssen AG) erwog zeitweise den Abriss der Siedlung; sie wurde jedoch unter Denkmalschutz gestellt und wird noch heute bewohnt. Der geschlossene Charakter der Siedlung ging während der letzten Jahre teilweise verloren, weil inzwischen durch sie hindurch ein Fußgängerweg zum Gasometer Oberhausen führt und im Zuge der IBA Emscher Park entlang dieses Weges weitere Häuser errichtet wurden.
Die Siedlung Grafenbusch ist ein Bestandteil Route der Industriekultur.